# Верхние Плостки
Верхние Плостки  — деревня Охотинского сельского поселения Мышкинского района Ярославской области.
Верхние Плостки — самая южная и самая верхняя по берегу Волги деревня Охотинского сельского поселения. Ниже её по течению с небольшими интервалами не более 1 км стоят деревни Ивцино, Нижние Плостки и село Учма. Вокруг этих четырёх компактно расположенных населённых пунктов по берегу Волги — низкое, местами заболоченное поле, окружённое заболоченными лесами, пересекаемыми мелиоративными канавами и ручьями, преобразованными мелиоративными работами. На расстоянии около 3 км к востоку, по лесу, проходит федеральная автомобильная трасса Р104. Вверх по Волге от деревни на протяжении около 4 км незаселённый лес после которого стоит деревня Модявино, которая относится уже к Угличскому району.
На 1 января 2007 года в деревне Верхние Плостки числилось 7 постоянных жителей . Деревню обслуживает почтовое отделение, находящееся в селе Охотино .